# District de Cái Răng
Cái Răng est un district de Cần Thơ dans le delta du Mékong au sud du Viêt Nam. 

## Géographie
La superficie du district est de 63 km2.